# Sepsis (geslacht)
Sepsis is een geslacht van vliegen uit de familie Sepsidae (wappervliegen). Het is tevens het typegeslacht van deze familie.

## Soorten
- S. barbata Becker, 1907
- S. biflexuosa Strobl, 1893[3]
- S. cynipsea (Linnaeus, 1758)
- S. duplicata Haliday, 1838
- S. fissa Becker, 1903
- S. flavimana Meigen, 1826[4]
- S. fulgens Meigen, 1826[4]
- S. geniculata Bigot, 1891
- S. lateralis Wiedemann, 1830
- S. luteipes Melander & Spuler, 1917
- S. macrochaetophora Duda, 1926[5]
- S. neglecta Ozerov, 1986
- S. neocynipsea Melander & Spuler, 1917
- S. nigripes Meigen, 1826[4]
- S. niveipennis Becker, 1903
- S. orthocnemis Frey, 1908
- S. pseudomonostigma Urso, 1969
- S. punctum (Fabricius, 1794)
- S. pyrrhosoma Melander & Spuler 1917[6]
- S. setulosa (Duda, 1926)[5]
- S. spura Ang & Meier, 2010[7]
- S. thoracica (Robineau-Desvoidy, 1830)[8]
- S. violacea Meigen, 1826[4]
- S. zuskai Iwasa, 1982[9]